# Onze-Lieve-Vrouw Onbevlekt Ontvangen (Klein-Sinaai)

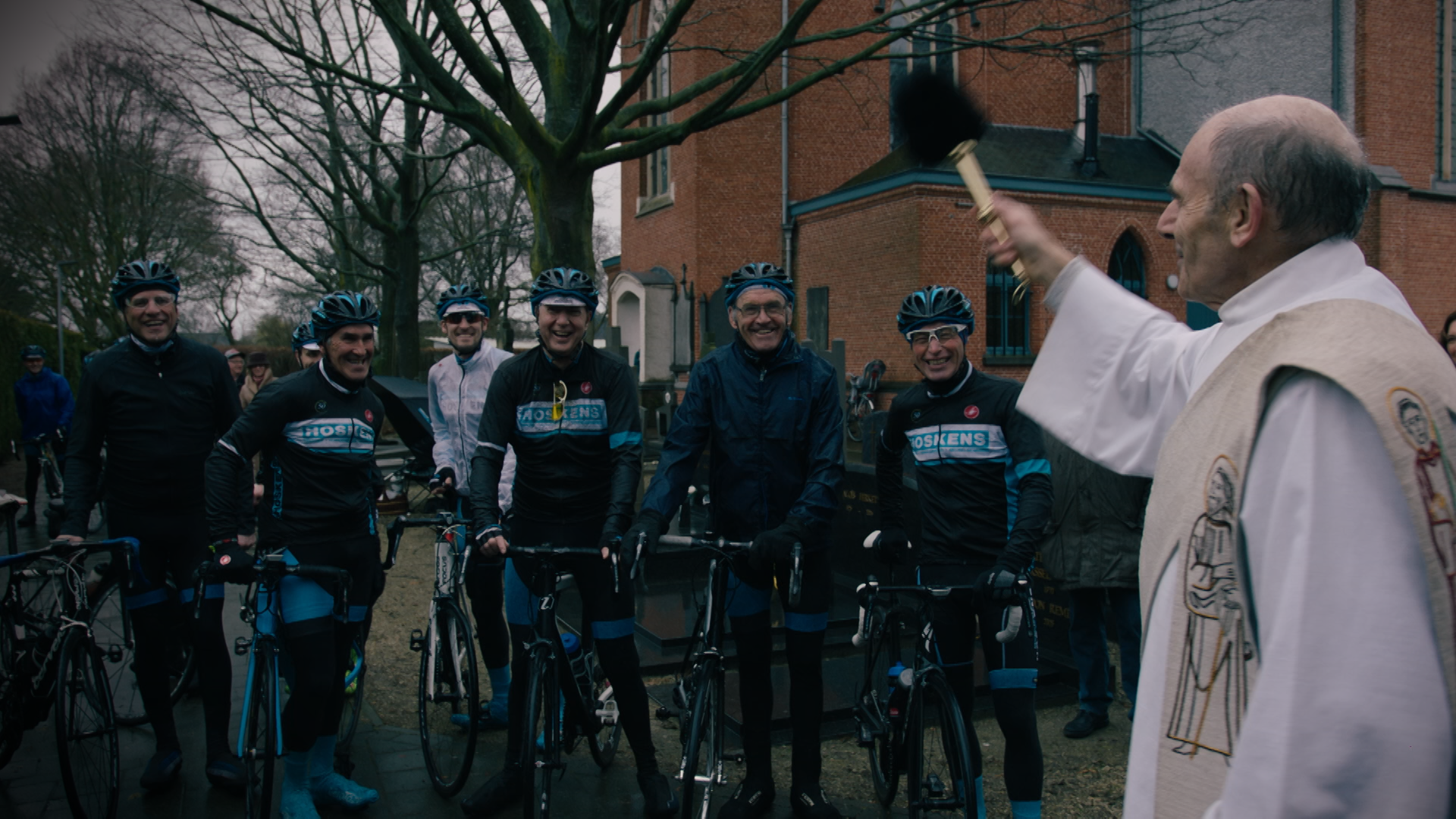
Jaarlijkse fietsenwijding aan Onze-Lieve-Vrouw Onbevlekt Ontvangen.

Onze-Lieve-Vrouw Onbevlekt Ontvangen is een neogotische kerk met het koor naar het westen gericht in Klein-Sinaai. Uniek aan de kerk is dat ze een nevenbestemming heeft gekregen: in de middenbeuk worden nog erediensten gehouden, maar in de zijbeuken bevindt zich een wielermuseum. De kerk is dus nooit ontwijd geweest om haar te herbestemmen als museum.

## Geschiedenis
Op de plek waar Onze-Lieve-Vrouw Onbevlekt Ontvangen tegenwoordig staat, bouwden de monniken van Boudelo een kerkje in 1698. Dit kerkje werd verkocht tijdens de Franse revolutie en naderhand gesloopt. Het huidige gebouw is veel ruimer dan dat oorspronkelijke kerkje en werd in 1853 gebouwd naar een ontwerp van architect Jan De Somme-Servais.

## Ontwerp
Onze-Lieve-Vrouw Onbevlekt Ontvangen in Klein-Sinaai is een driebeukige kruiskerk met polygonaal koor en rechthoekige sacristieë in de oksels van koor en kruisbeuk. Het dak van middenbeuk en koor is belegd met paletvormige gebakken tichels. Middenbeuk van vier traveeën afgedekt door kruisribgewelven, waarvan de ribben rusten op pilasters met koolbladkapiteel.
Het meubilair bestaat uit neogotische altaren en koorbanken, een rococo preekstoel en een classicistische kerkmeestersbank en tochtportaal.

## Wielermuseum
In de zijbeuken van de kerk bevindt zich een wielermuseum met truitjes van bekende renners zoals Fabian Cancellara, Francesco Moser, Eddy Merckx, Johan Van Summeren, Tom Steels, Niels Albert en Mario Cipollini. Elk jaar, op de eerste zondag van maart, vindt er een wielerwijding plaats.
Het museum is geïnspireerd op het wieler-bedevaartsoord Onze-Lieve-Vrouw van de Fietsers in Labastide-d'Armagnac, waar veel renners vóór de start van de Ronde van Frankrijk een goede afloop komen afsmeken.